# Бентарике
Бентарике (на испански: Bentarique) е населено място и община в Испания. Намира се в провинция Алмерия, в състава на автономната област Андалусия. Общината влиза в състава на района (комарка) Алпухара Алмериенсе. Заема площ от 11 km². Населението му е 280 души (по данни от 2010 г.). Разстоянието до административния център на провинцията е 32 km.

## Демография
| 1996 | 1998 | 1999 | 2000 | 2001 | 2002 | 2003 | 2004 | 2005 | 2006 |
| ---- | ---- | ---- | ---- | ---- | ---- | ---- | ---- | ---- | ---- |
| 331  | 319  | 321  | 317  | 308  | 298  | 281  | 278  | 275  | 284  |